# Клочко Андрій Вікторович
Андрі́й Ві́кторович Клочко́ (нар. 21 червня 1982, с. Руська Лозова, Дергачівський район, Харківська область, Українська РСР — 19 червня 2014, смт Ямпіль, Лиманський район, Донецька область, Україна) — український військовик, десантник, миротворець, капітан Збройних сил України. Загинув під час російсько-української війни.

## Життєпис
Народився 1982 року в селі Руська Лозова на Харківщині, у родині лікарів. 1999 закінчив сільську школу. У 4-річному віці втратив батька, а у 20 років — матір, тож всього у своєму житті добивався сам. 2004 успішно закінчив Харківський військовий університет за спеціальністю «зенітні ракетно-артилерійські та зенітні артилерійські системи і комплекси ближньої дії».

### Військова служба
За розподілом розпочав військову службу в 17-й окремій гвардійській танковій бригаді м. Кривий Ріг. Але молодий офіцер мріяв стати десантником, і вже за два місяці перевівся до 25-ї окремої Дніпропетровської повітрянодесантної бригади ВДВ, військова частина А1126, смт Гвардійське.
За час служби отримав кілька грамот та медалей. У 2008 брав участь в миротворчій операції в Косові. З 2011 військова кар'єра молодого офіцера стрімко йшла вгору. У 29 років вже був капітаном, командиром 1-ї батареї зенітно-ракетного дивізіону.

### Російсько-українська війна
На початок російської збройної агресії проти України служив на посаді начальника штабу — першого заступника командира зенітного ракетно-артилерійського дивізіону (ЗРАДн). З весни 2014 виконував завдання на території проведення антитерористичної операції на Сході України.

### Обставини загибелі
4 червня 2014 року від сепаратистських збройних формувань було визволено місто Лиман (на той час — Красний Лиман), яке стало плацдармом для очищення від терористів всього району.
19 червня о 4:00 почалась військова операція, метою якої було висування в глибину території, знищення укріплень бойовиків у районі смт Ямпіль та визволення населених пунктів. З Красного Лиману вирушили підрозділи десантників, які мали завдання взяти штурмом укріплений блокпост «Марс» російсько-терористичних угруповань, провести «зачистку» в передмісті Ямполя, захопити та утримувати ключові точки, зокрема міст через Сіверський Донець. Зі сторони Торського у бік Ямполя двома бронегрупами виїхали бійці 24-ї механізованої бригади, які зайшли в тил бойовикам на блокпосту «Марс» і провели розвідку боєм у напрямку села Закітне. На світанку сили зведеного штурмового загону десантників вийшли виконувати завдання за підтримки артилерії. Перший штурм був невдалим, — десантники потрапили в засідку. Було підірвано на керованому фугасі машину управління «Реостат», командир батареї дістав поранення, двоє бійців загинули. У підбитому з гранатомета КамАЗі зенітників загинув начштабу дивізіону Андрій Клочко і ще один десантник. Після півторагодинного бою довелось відступити. На допомогу вилетіла пара Су-25. Перегрупувавшись, поповнивши боєкомплект, десантники знову пішли на штурм. Всі офіцери йшли попереду як приклад для підлеглих. Спільними зусиллями блокпост здобули. У бою загинули шість бійців 25-ї бригади: капітан Андрій Клочко, старший прапорщик Юрій Голополосов, прапорщик Микола Люшенко, старший сержант Максим Коваль, молодший сержант Віталій Мосьпан і солдат медроти Андрій Литвиненко, а також двоє десантників 95-ї бригади капітан Олексій Крементар і старший солдат Олексій Шевченко. Біля Закотного 24-та мехбригада втратила загиблими шістьох бійців розвідроти і командира 1-го батальйону підполковника Ігора Ляшенка.
Звільнення населених пунктів Лиманського району (на той час — Краснолиманський район) і взяття під контроль мосту дозволило перекрити останній шлях постачання зброї та боєприпасів до угруповання російського терориста Гіркіна («Стрєлка») у Слов'янськ.
Офіцера поховали на кладовищі рідного села Руська Лозова. Залишилась дружина.

## Нагороди
- Орден Богдана Хмельницького III ст. (15.07.2014, посмертно) — за особисту мужність і героїзм, виявлені у захисті державного суверенітету та територіальної цілісності України[6].
- Медаль «15 років Збройним Силам України».
- Медаль «За сумлінну службу» III ст.

## Вшанування пам'яті
21 жовтня 2014 року в селі Руська Лозова відкрито меморіальну дошку на честь капітана Андрія Клочка.
Рішенням Русько-Лозівської сільради від 22.12.2015 р. вул. Петровського перейменовано на вулицю Андрія Клочка.
В місті Дергачі на горі «Січ» встановлено пам'ятний знак «Герої не вмирають» з іменами жителів Дергачівського району, які загинули під час війни на сході України, серед них й Андрій Клочко.
19 червня 2016 року на перехресті доріг смт Ямпіль — с. Озерне (колишня Іллічівка) — с. Закітне відкрито пам'ятний знак загиблим українським воїнам — визволителям населених пунктів Лиманщини від російсько-терористичних збройних формувань. Серед них імена шістьох полеглих десантників 25-ї бригади.